# Habenaria tianae
Habenaria tianae là một loài thực vật có hoa trong họ Lan. Loài này được P.J.Cribb & D.L.Roberts mô tả khoa học đầu tiên năm 2008.